# Готовец, Кирилл Валерьевич
Кири́лл Вале́рьевич Готове́ц (бел. Кірыл Валер'евіч Гатавец; 25 июня 1991, Минск, СССР) — белорусский хоккеист, защитник клуба «Динамо» (Москва), выступающего в КХЛ.

## Биография
Карьеру начал в 2007 в высшей белорусской лиге за минский «Юниор». С 2008 студент американской частной школы Шаттак Сент-Мари. В 2009 выбран на драфте НХЛ под 183-м порядковым номером клубом Тампа Бэй Лайтнинг. В том же году был выбран на драфте КХЛ минским «Динамо» под общим 18-м номером.
С 2008 выступал за юниорскую сборную Белоруссии. Участник юниорского чемпионата мира 2008. С 2010 выступает за сборную Белоруссии. Участник чемпионата мира 2010. За сборную Белоруссии сыграл 3 матча.
В мае 2022 года стал игроком московского «Динамо». В сезоне-2022/23 провел 59 матчей, в которых набрал 9 (5+4) очков при показателе полезности «+12». По окончании сезона продлил контракт с клубом еще на два года.
В регулярном чемпионате-2024/25 провел 59 матчей, в которых набрал 15 (1+14) очков при показателе полезности «+9». В плей-офф в активе защитника 1 (0+1) балл в 15 поединках при показателе полезности «-6». В июне 2025 года в очередной раз пролонгировал соглашение с московским «Динамо».

## Достижения
- 2008 — чемпион Высшей лиги Белоруссии.
- 2021 - обладатель Кубка Гагарина.[2]